# شعب أكا

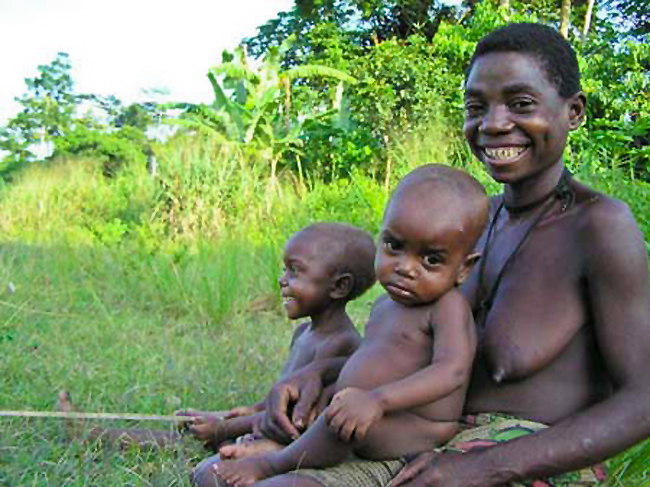
أم وأطفال أكا (بياكا)، جمهورية الكونغو الديمقراطية.

أكا أو باياكا (ويُقال عنهم أيضًا بياكا، أو بابينزيلي) هم أقزام بيغميون رحل، يعيشون في جنوب غرب جمهورية أفريقيا الوسطى وشمال جمهورية الكونغو. وهم مرتبطون بشعب باكا في الكاميرون والغابون في شمال الكونغو وجنوب غرب جمهورية إفريقيا الوسطى.
على عكس أقزام مبوتي في شرق الكونغو (الذين يتحدثون فقط لغة القبائل التي ينتمون إليها)، يتحدث شعب أكا لغتهم الخاصة إلى جانب أَيًّا من شعوب البانتو التي ينتمون إليها والبالغة تقريبًا خمسة عشر قبيلة.
في عام 2003، أُعلن أن التقاليد الشفوية لشعب أكا واحدة من روائع التراث الشفهي اللامادي للإنسانية من قبل اليونسكو. حيث ظهروا في مقال لمجلة ناشيونال جيوغرافيك في عدد يوليو عام 1995 بعنوان «ندوكي: المكان الأخير على الأرض»، ومسلسل تلفزيوني من 3 أجزاء.

## المجتمع
هو مجتمع الصيد والجمع التقليدي، يمتلك مجتمع أكا نظامًا غذائيًا متنوعًا يشمل 63 نباتًا، و28 نوعًا من الطرائد، و20 نوعًا من الحشرات، بالإضافة إلى المكسرات، والفاكهة، والعسل، والفطر، والجذور. بدأ بعض أعضاء أكا مؤخرًا بممارسة زراعة محاصيلهم الموسمية الصغيرة، ويحصلون على المنتجات الزراعية عادةً من خلال التجارة مع القرى المجاورة، والتي يطلق عليها مجتمع أكا بشكل جماعي اسم نغاندو.
يحصلون من نغاندو على البفرة، وموز الجنة، واليام، والقلقاس المأكول، والذرة، والخيار، والقرع، والبامية، والبابايا، والمانجو، والأناناس، وزيت النخيل، والأرز في مقابل لحوم الطرائد والعسل، وغيرها من المنتجات الحرجية التي يجمعها شعب أكا. هناك أكثر من 15 قبيلة قروية مختلفة، ومعها ما يقارب 30 ألف من شعب أكا.
نتيجة لأسلوب حياتهم القائم على الصيد والجمع، والذي يعرضهم لكثير من المخاطر بسبب حيوانات الغابة، لديهم أعلى معدلات الإيجابية المصلية لفيروس إيبولا في العالم.

### الَّتنشئة الأبويّة
يقضي آباء قبيلة آكا وقتًا أطول على اتصال وثيق بأطفالهم أكثر من أي مجتمع آخر. يحمل آباء أكا أطفالهم بين ذراعيهم لمدة تصل إلى 47 بالمئة من وقتهم ويتواصلون جسديًا معهم خمس مرات يوميًا مثل الآباء في بعض المجتمعات الأخرى. كما يساعد الرجال النساء بإطعام أطفالهم. ويُعتقد أن هذا مرتبط بالعلاقة القوية بين الزوج والزوجة في قبيلة آكا. على مدار اليوم، يتشارك الأزواج الصيد وإعداد الطعام والأنشطة الاجتماعية والترفيهية.

## مَساعي الحماية
عمل الصندوق العالمي للحياة البرية في واشنطن العاصمة مع شعب أكا منذ ثمانينيات القرن العشرين لحماية مواطن الغوريلا، وتقليل قطع الأشجار في الغابات، وتعزيز مساعي الحماية الأخرى يتشجيع أكا والشعوب الأصلية الأخرى.

## الموسيقى
دُرست موسيقاهم المعقدة متعددة الأصوات من قبل العديد من علماء الموسيقى. قام سيمها أروم بعمل تسجيلات ميدانية تاريخية لبعض مؤلفاتهم. كتب ميشيل كيسليوك عرضًا إثنوجرافيًا وصفيًا تفصيليًا للأداء. درس ماورو كامبانيولي آلاتهم الموسيقية بعمق، وقارنها بمجموعات الأقزام المجاورة الأخرى مثل أقزام باكا.
ظهر موسيقيي أكا في الايقاعات الأفريقية (جورجي ليجتي، ستيف ريتش، وبيير لوران ايمارد 2003)، صدى الغابة: موسيقى أقزام وسط أفريقيا (فن الإضمار، 1995)، بويوبي: موسيقى طقوس أقزام الغابات المطيرة (لويس سارنو، 2000)، وباياكا: الموسيقى الرائعة لأقزام بابنزيل (لويس سارنو، 1996).